# Kuokkel gruvfält

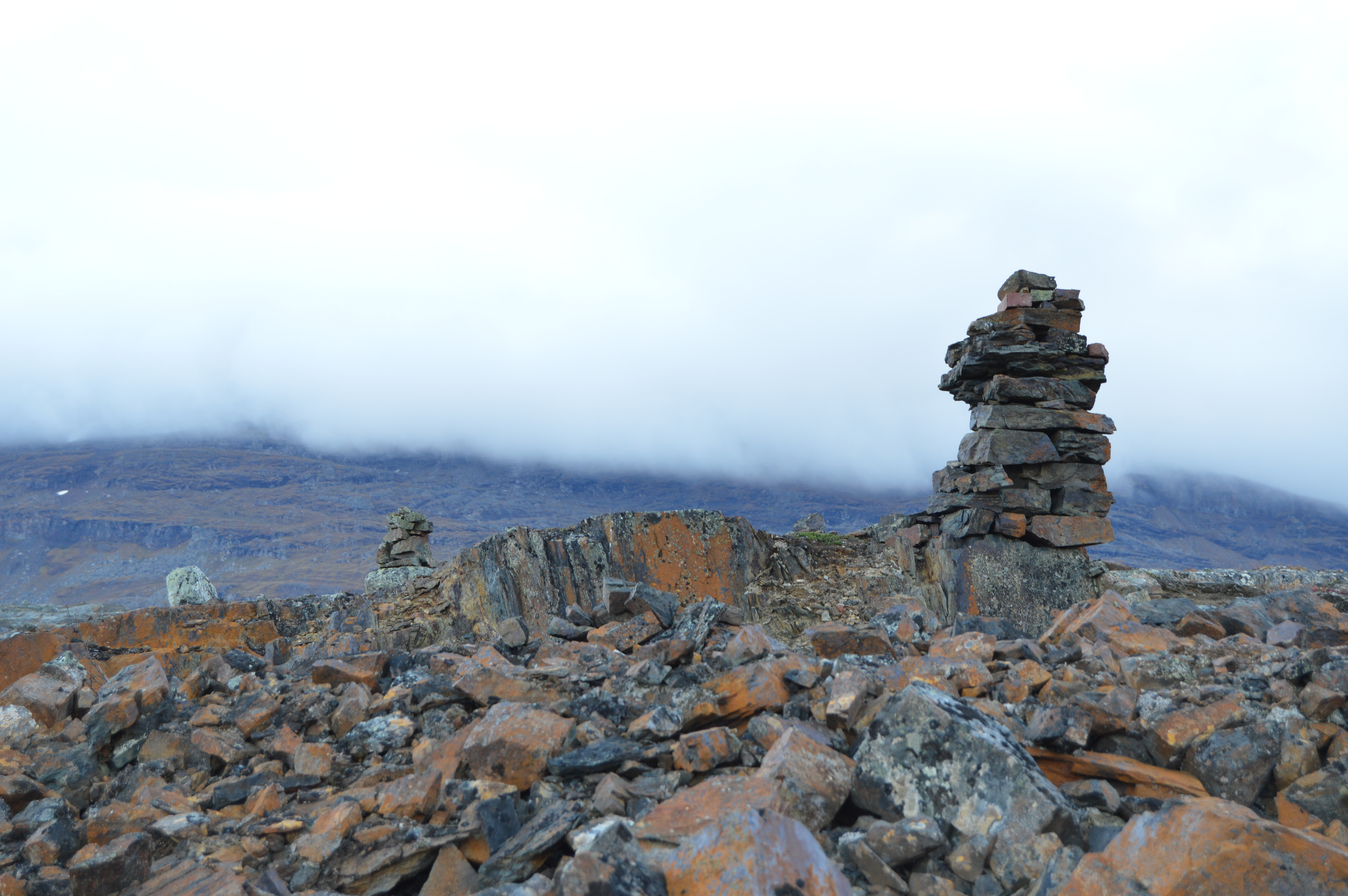
Malmhög från Kuokkel gruvfält

Kuokkel gruvfält är ett nedlagt dagbrott i närheten av Kopparåsen i Kiruna kommun, Norrbottens län.
Det finns ytterst lite att finna om gruvfältet mer än det som finns på de informationsskyltar
som är placerade i anslutning till gruvfältet. Enligt malmbanan.se ska man ha brutit "Kopparglans, brokig kopparmalm samt zinkblände" på platsen.
På den informationsskylt som finns på stigen till gruvfältet står följande information:
"Kopparåsens koppargruva (Koukola malmfält) inmutades 1897 av civilingenjören Alwin Jacobi. Gruvdriften vid Koukola pågick mellan åren 1899 och 1906 och planerna var först mycket storslagna. Tanken var att också en viss förädling av malmen skulle ske på platsen varför man räknade med att en arbetstyrka om ca 500 man skulle kunna sysselsättas längre fram. Dessa planer kom dock inte att förverkligas. I början av verksamheten hade man stora transportsvårigheter men 1902 blev Riksgränsenbanan färdig och sammankopplad vid svensk-norska gränsen och samma år bildades också Aktiebolaget Koukola Malmfält. Man stakade ut vägen för en linbana från fyndigheten till malmbanan men det visade sig att kopparförekomsten var alltför begränsad för att det skulle bli ett lönande företag och den planerade linbanan kom aldrig att byggas.
Arbetet vid gruvan var mycket småskalig och avbröts 1904, efter en svår sprängolycka och efter ytterligare brytningsförsök övergavs gruvan helt 1906, och några vidare anspråk på brytningsrätten har inte gjorts. Alwin Jacobi, som satsat 8-900000 kronor på kartläggning, undersökningar, resor och gruvbrytning avled 1905 och efterlämnade endast skulder. Idag kan man se ett flertal brytningsplatser med skärpningar och gruvhål utspridda över platån. Man kan förundras att de bortsprängda stenarna staplats mycket noggrant i högar vid varje brytningsplats. förklaringen är att arbetet utfördes på ackord och betalades med 4.50 kronor per kubikmeter. Den ordentliga uppläggningen var gjord för att förenkla volymberäkningen. Det finns också rester efter en så kallad decauvillebana på vilken man sköt små vagnar med sten och malm från gruvhålet till skrädningsplatsen, där malmen skiljdes från gråberget. Gruvbolagets kontors- och bostadsbyggnad är bevarad och nu i privat ägo men på området finns även rester efter andra byggnader, bland annat en så kallad torvgamme. Det var en enkel byggnad täckt av torv och den användes troligen som arbetarbostad innan riktigt byggnadsmaterial transporterades hit år 1900. Strax norr om torvgammen finns lämningar efter en smedja, medföljande rester av utrusning och verktyg."
Några källhänvisningar finns tyvärr inte att tillgå från informationsskylten. Enligt malmbanan.se ska den ovannämnda olyckan ha drabbat ett par bröder vid namn "Jansson" i ett av gruvhålen vilket verkar ha lett till deras död.

## Bilder

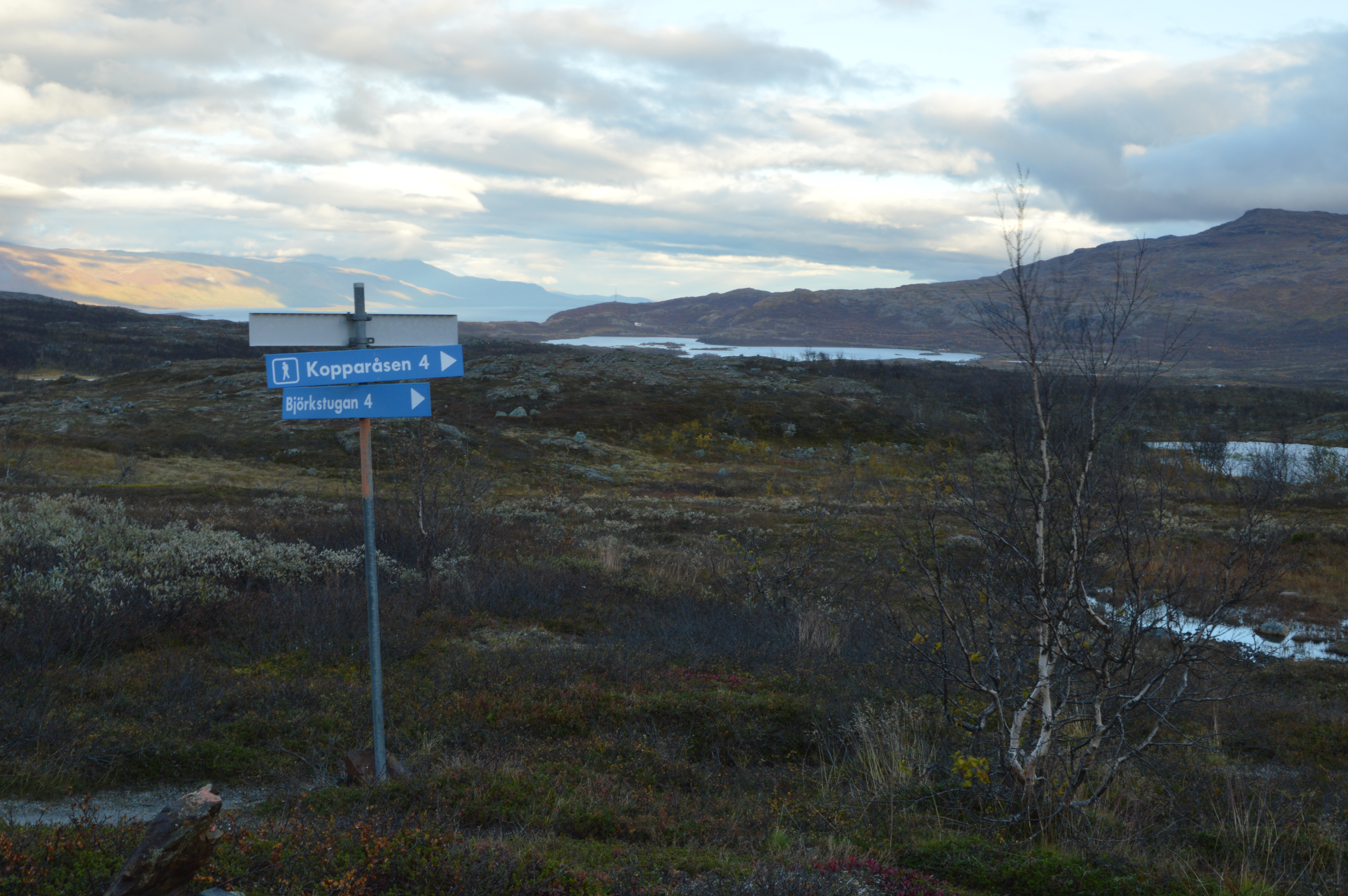
Vy över gruvfältet
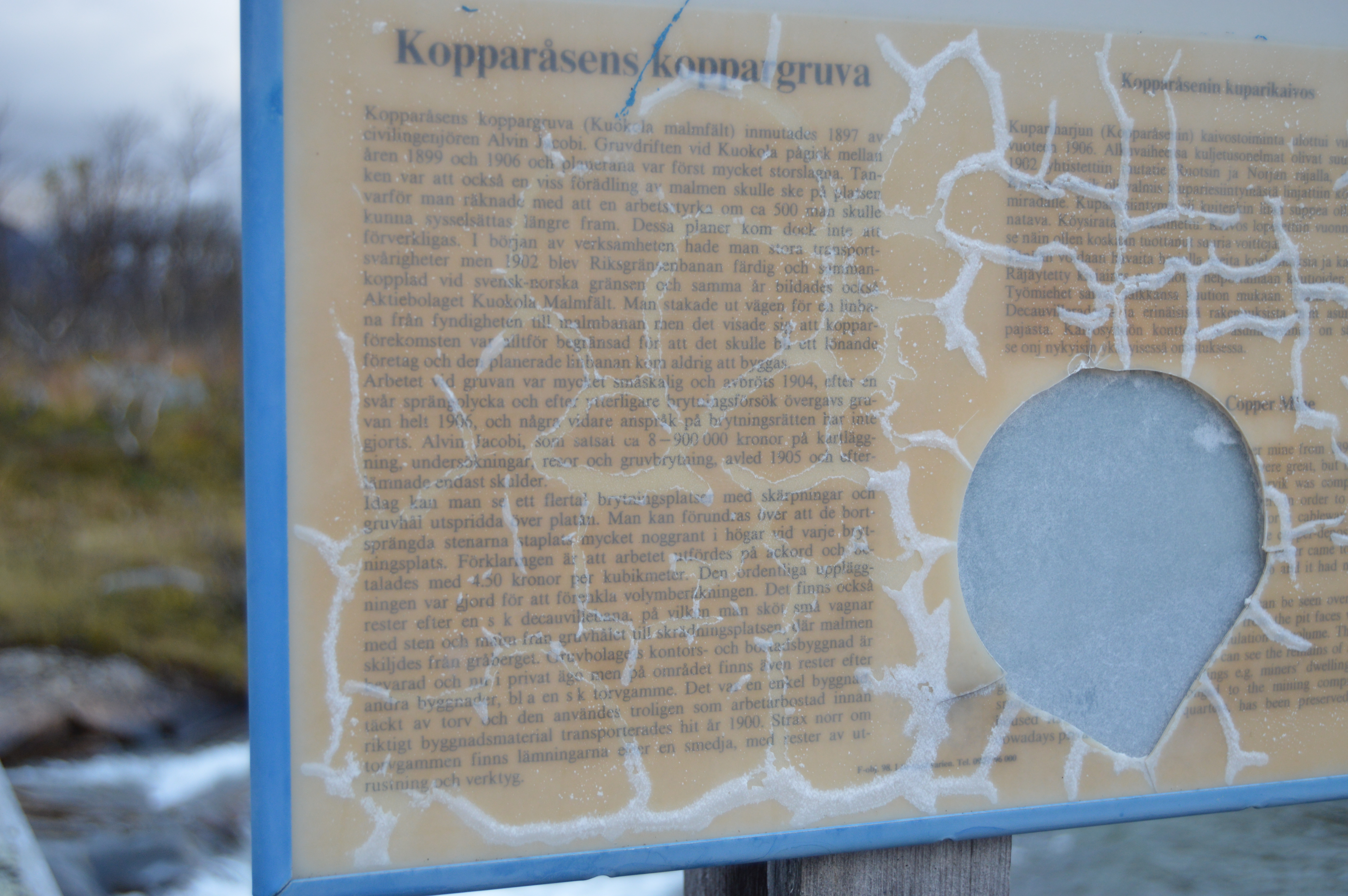
Informationsskylt
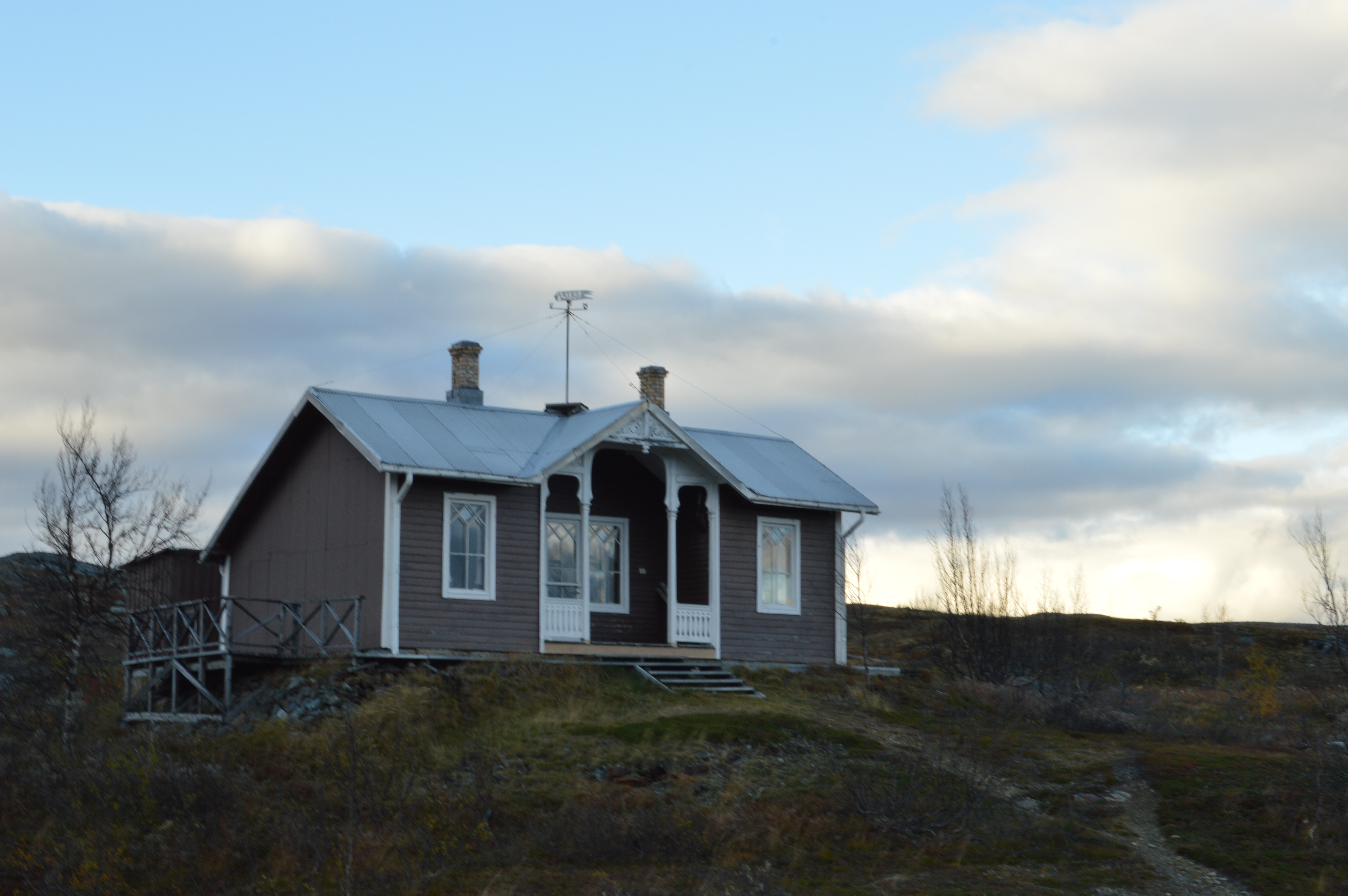
Kontor och bostad till Alwin Jacobi